# 基亞特斯科耶湖
45°59′30″N 33°55′26″E / 45.99167°N 33.92389°E
基亞特斯科耶湖（俄语：Киятское озеро），是俄羅斯的湖泊，位於該國西南部，由克里米亞負責管轄，長10公里、寬2.5公里，面積12.5平方公里，集水區面積68.4平方公里，平均水深2米，最大水深4米。